# Нафт Тегеран
Футбольний клуб «Нафт Тегеран» або просто «Нафт Тегеран» (перс. باشگاه فوتبال نفت تهران) — професіональний іранський футбольний клуб з міста Тегеран, який виступає в Чемпіонаті Ірану.

## Досягнення
- Чемпіонат Тегерану:
  -  Переможець (1): 2004–05

- Третій дивізіон:
  -  Переможець (1): 2005–06

- Другий дивізіон:
  -  Переможець (1): 2008–09

- Ліга Азадаген:
  -  Переможець (1): 2009–10

- Чемпіонат Ірану:
  -  Бронзовий призер (2): 2013–14, 2014–15

- Кубок Хазфі
  -  Переможець (1): 2016–17
  -  Фіналіст (1): 2014–15

- Ліга чемпіонів АФК:
  - 1/4 фіналу (1): 2014–15

## Відомі гравці
| - Жосіслей Феррейра Роша - Марсіу Алемау - Горан Любоєвич - Хамід Фаллазаде - Вурія Гафурі - Алі Карімі (вихованець молодіжної команди) - Фаршид Карімі (вихованець молодіжної команди) - Мортеза Пураліганджі - Мейсам Косраві | - Соша Макані - Мохаммед Маєлі Кохан - Іман Мусаві - Расул Навідкія - Джавад Некунам (вихованець молодіжної команди) - Реза Нурузі - Акбар Сагірі - Хаді Шакурі |

## Гравці, які виступали за збірну на континентальних турнірах

### Чемпіонати світу
| Кубок Азії з футболу 2015 - Вахід Амірі - Аліреза Бейранванд - Мортеза Пураліганджі |

| Ім'я               | Нац         | З               | Жо             |
| ------------------ | ----------- | --------------- | -------------- |
| Хамід Ширзагедан   | Іран        | 17 січня 1975   | 1 червня 1976  |
| Парвіз Дедарі      | Іран · Іран | 30 березня 1976 | 1 грудня 1980  |
| Аріф Сеєд Аліхані  | Іран        | 1980            | 1988           |
| Нассер Фарядширан  | Іран        | 5 лютого 2003   | 6 липня 2006   |
| Мехді Дірванзаде   | Іран        | 6 липня 2006    | 3 травня 2010  |
| Надер Дастеншах    | Іран        | 5 червня 2010   | 1 липня 2010   |
| Хоссейн Факірі     | Іран        | 1 липня 2010    | 5 липня 2012   |
| Мансур Ібрагімзаде | Іран        | 1 липня 2012    | 1 червня 2013  |
| Ях'я Голмохаммаді  | Іран        | 1 червня 2013   | 1 червня 2014  |
| Аліреза Мансурян   | Іран        | 1 червня 2014   | Теперішній час |

| Кубок Азії з футболу 2015 - Вахід Амірі - Аліреза Бейранванд - Мортеза Пураліганджі |

| Ім'я               | Нац         | З               | Жо             |
| ------------------ | ----------- | --------------- | -------------- |
| Хамід Ширзагедан   | Іран        | 17 січня 1975   | 1 червня 1976  |
| Парвіз Дедарі      | Іран · Іран | 30 березня 1976 | 1 грудня 1980  |
| Аріф Сеєд Аліхані  | Іран        | 1980            | 1988           |
| Нассер Фарядширан  | Іран        | 5 лютого 2003   | 6 липня 2006   |
| Мехді Дірванзаде   | Іран        | 6 липня 2006    | 3 травня 2010  |
| Надер Дастеншах    | Іран        | 5 червня 2010   | 1 липня 2010   |
| Хоссейн Факірі     | Іран        | 1 липня 2010    | 5 липня 2012   |
| Мансур Ібрагімзаде | Іран        | 1 липня 2012    | 1 червня 2013  |
| Ях'я Голмохаммаді  | Іран        | 1 червня 2013   | 1 червня 2014  |
| Аліреза Мансурян   | Іран        | 1 червня 2014   | Теперішній час |